# Aeropuerto de Cauquira
El aeropuerto de Cauquira (IATA: CDD, OACI: MHCU) es un aeródromo que sirve al pueblo de Cauquira, en el departamento de Gracias a Dios en Honduras. El aeródromo está ubicado a unos 0,8 kilómetros de la orilla del mar Caribe en una estrecha isla barrera entre la laguna de Caratasca y el mar.
La baliza no direccional de Puerto Lempira (Ident: PLP) está ubicada a 21,1 kilómetros al oeste-suroeste del aeródromo.